# ریوئه نیشی‌زاوا
ریوئه نیشی‌زاوا (انگلیسی: Ryue Nishizawa؛ زاده ۱۹۶۶ (۵۸–۵۹ سال)) یک معمار اهل ژاپن است.
وی همچنین برنده جوایزی همچون جایزه معماری پریتزکر شده است.